# CALR3
A calreticulina 3 é uma proteína codificada pelo gene CALR3, que pertence à família das calreticulinas, cujos membros são chaperonas de ligação ao cálcio localizadas principalmente no retículo endoplasmático.

## Interseções
As doenças associadas ao CALR3 incluem cardiomiopatia hipertrófica e adenocarcinoma pulmonar in situ. As anotações de Ontologia Genética (GO) relacionadas a esse gene incluem a ligação de íons cálcio e a ligação desdobrada de proteínas. Um paralogue importante desse gene é o CALR.